# Okolje Južne Koreje
Okolje Južne Koreje je naravno okolje Južne Koreje, ki zavzema južno polovico Korejskega polotoka. Med aktualne probleme spadajo onesnaženost zraka v velikih mestih, onesnaženost vode zaradi izpustov odplak in industrijskih odpadnih voda, kisli dež in ribolov z visečimi mrežami. 
Za namen kurjave ter za gradbene materiale so gozdove preko stoletij izsekali, vendar pa so si ti po letu 1970, zahvaljujoč intenzivnemu prizadevanju pogozdovanja opomogli. Redki preostali pragozdovi pa so zavarovani v naravnih rezervatih. Južna Koreja ima tudi 20 narodnih parkov. En izmed svetovno najbolj zanimivih rezervatov za divje živali in rastline se je razvil v DMZ, tj. Korejskem demitaliziranem območju in je ostal nedotaknjen vse od leta 1953. Neposeljena območja pa so postala zatočišče mnogim vrstam divjih živali, predvsem pticam selivkam. 

## Naravno okolje
Celotni korejski polotok je bil nekoč poln večjih sesalcev, kot so tigri, medvedi in risi. Vendar pa so zaradi človeške naselitve, izgube gozdnega habitata in prekomernega lova skoraj izginili. Sibirskega tigra ni na spregled že od leta 1920. Medvede in divje mačke je še vedno moč najti v bolj odročnih krajih, kot sta Jiri-san in Seorak-san. Južna Koreja ima prav tako tudi nekaj avtohtonih vrst divjadi, vključno s srnjadjo in sibirskimi pižmarji. Število divjih prašičev v zadnjih letih, zahvaljujoč manjšemu pritisku lova narašča. 
Nacionalni cvet Južne Koreje je Hibiscus syriacus, sirski oslez, ki cveti neprestano od julija pa vse do oktobra. V Južni Koreji je znan kot mugungva, kar pomeni »večni cvet«. 
Neuradna nacionalna žival je tiger, saj polotok iz določenega zornega kota izgleda kot tiger. 
Neuradna nacionalna ptica je orientalska sraka (Pica serica), katero so izbrali leta 1964 s pomočjo ankete organizirane pod okriljem dnevnega časopisa Hankook Ilbo.

## Okoljevarstveni problemi
V Južni Koreji obstajajo številni okoljevarstveni problemi. Ti vključujejo onesnaževanje, rabo zemljišč in ohranjanje habitatov.

### Onesnaževanje in klimatske spremembe
Čeprav je daleč za prvo uvrščenimi Združenimi državami Amerike, je Južna Koreja, kot veliko manjša populacija, deveta največja porabnica uničevalcev ozona v stratosferi klorofluoroogljikovodikov (imenovanih tudi CFC) Sistemi mestne kanalizacije so preobdavčeni. Ostali problemi vključujejo onesnaženost voda zaradi kanalizacijskih in industrijskih odplak, kislega dežja, ribolova s pomočjo visečih mrež ter potratne embalaže potrošniškega blaga. Čezmejno onesnaževanje je spodbudilo ustanovitev skupne komisije za reševanje okoljevarstvenih problemov med Južno Korejo, Japonsko in Kitajsko.
Odločitev južnokorejske vlade julija 2008 za povečanje naložb v obnovljive vire energije, z namenom zmanjšanja odvisnosti od uvoza tuje nafte bi lahko omogočila uresničitev skupnih solarnih načrtov. Ministrstvo za znanje in gospodarstvo pravi, da namerava država nameniti 194.400.000.000 severnokorejski vonov (193.000.000 ameriških dolarjev) za področje tehnologij in projektov, vključno s solarnim in vetrnim projektom ter projektom biogoriv v letu 2008.

### Gozdovi in erozija
Skozi stoletja so prebivalci Južne Koreje posekali večino starodavnih korejskih gozdov, z izjemo nekaj odročnih, goratih območij. Izginjanje gozdov je bil glavni razlog erozije tal in poplav. Zaradi uspešnih programov pogozdovanja in upadanja uporabe kurilnega lesa kot vira energije od leta 1960, je bila večina hribov Južne Koreje v letih 1980 zadostno pokrita z listjem.

### Severnokorejski jez
Novica, da Severna Koreja gradi velik, večnamenski jez ob vznožju gore Kumgang (1638 m), severno od DMZ, je v sredini 1980 v Južni Koreji povzročila precejšno osuplost. Organi oblasti Južne Koreje so se bali, da bi v primeru vojne s Severno Korejo nenadna sprostitev vode v reko Han iz dokončanega jeza lahko poplavila Seul in ohromila prestolnico. Leta 1987 je bil jez Kumgang-san velik problem, ki ga je Seul skušal rešiti v dogovoru z Pjongjangom. Čeprav je Seul zaključil jez miru na reki Bukhan, s katerim so želeli izničiti potencialne nevarnosti Pjongjangovega jezu, pred olimpijskimi igrami 1988, je bil severnokorejski projekt leta 1990 še vedno v začetni fazi. Gradnja na jezu je bila prekinjena vse do leta 1995. Druga faza gradnje pase je zaključila v oktobru 2000.